# 東京都立立川高等学校
東京都立立川高等学校（とうきょうとりつ たちかわこうとうがっこう、英: Tokyo Metropolitan Tachikawa Senior High School）は、東京都立川市錦町に所在する東京都立高等学校。
略称は、立高（たちこう）。

## 概要
1901年（明治34年）東京府第二中として創立。中等教育を受けたいという声が多摩地域から上がり設立された。開校当初から「質実剛健」「自主自律」という校風を守り継いでいる。

## 沿革
戦前から戦後にかけて多摩地域に公立・私立学校が設立されるまでは「多摩に府立二中（立高）あり」といわれ、「市町村長養成学校」といわれるほど多摩地区の市町村長を輩出した。
戦後、学制改革を経て男女共学となるも、かつては女子の生徒数が全校の三分の一程度しかいなかったため、男子クラスが各学年に数クラス設けられていたこともあった（1985年度入学生から廃止）。そのため、かつての校風はバンカラと評されることが多い。
1960年代には大学や社会人を中心とした学生運動が高校まで影響を及ぼすようになった。立川高校でも討論集会などが開かれるようになり、1969年10月22日には2年生の一部が教室を占拠、封鎖する出来事も起きた。1970年1月25日、講堂で火災が発生して全焼。同年2月2日、付近に住む中学生が放火と窃盗の疑いで逮捕された。
1960年代には東大に20～30人台の合格者を出していた。その後、学校群制度で国立（くにたち）高校と組みともに20～30人台の東大合格者を輩出。1982年のグループ合同選抜制度により多摩地区の学区が細分化した。
2003年に学区撤廃と同時に進学指導重点校に指定され、独自入試や特別選考（筆記試験上位1割を調査書に関係なく合格させる制度、2016年に廃止）を実施した。
2015年度に「立高時代塾」を開講した。同窓会「紫芳会」の協力により、OB・OGを講師として招き、講演を拝聴した上で、グループに分かれて演習、発表、討論を行い、思考力、判断力、表現力を養成するというものである。これにより、目の前の大学受験だけを考えるのではなく「次代を担う志」を持つことを促し、真のエリートを育成することを目標とした。
2018年度から5年間、2023年度から5年間、スーパーサイエンスハイスクール (SSH) に指定されている（多摩地区の普通科高校としては初である）。
2022年度、創造理数科が設置された（都立高校で初）。

### 年表
（沿革節の主要な出典は公式サイト）
- 1901年（明治34年） - 東京府第二中学校として開校、7月、東京府立第二中学校と改称する （この年に、既に開校していた府立一中分校が府立三中となり、東京府城北中学校が府立四中となる。）
- 1910年 - 校歌制定。作詞：前田恒樹、作曲：南能衛[12]
- 1924年（大正13年） - 自学自習による学習方式採用（1928年まで）。
- 1937年（昭和12年） - 東京府立第二中学夜間中学校開校。のち、府立自彊中学校、都立第二中学校二部、都立第二新制高校定時制課程、都立立川高校定時制課程となる。
- 1938年 - 新校舎竣工。
- 1943年 - 東京都立第二中学校となる。
- 1948年 - 学制改革により学校教育法に基づく東京都立第二新制高等学校となる。新制立川第一中学が都立第二高校内に置かれる[13]。
- 1949年 - 男女共学実施。
- 1950年 - 教育委員会法に基づき東京都立立川高等学校となる。
- 1952年 - 学区合同選抜制度導入。
- 1967年 - 学校群制度施行。国立高校と72群を組む。
- 1969年 - 高校紛争が激化、学校占拠で4生徒が退学処分。
- 1982年 - グループ合同選抜制度導入。同時に学区が改編され、第8学区81グループに編成される。
- 1992年（平成4年） - 創立90周年ならびに新校舎落成記念式典挙行。
- 1994年 - 単独選抜に移行する。
- 2001年 - 創立100周年記念式典挙行。
- 2002年 - 進学指導重点準備校となる。
- 2003年 - 進学指導重点校となる。学区が撤廃される。
- 2008年 - 空調工事竣工。
- 2011年 - 創立110周年記念式典。
- 2018年 - 文部科学省のスーパーサイエンスハイスクール (SSH) に指定される（2018年 - 2023年、2023年 - 2027年）。
- 2021年（令和3年） - 体育館の照明を水銀灯からLEDに換装。創立120周年記念式典。各教室の放送設備をリニューアル。
- 2022年 - 都立高校初の創造理数科を創設。一部特別教室の改装工事着工。
- 2023年 - 特別教室改装工事竣工。
- 2025年 - 立川緑高校開校により定時制募集停止

## 教育課程
2003年に進学指導重点校に指定されてから「立高アドバンス計画」と称した改革を行い、都立高で初めての65分授業の導入や、自校作成問題の実施など進学指導体制を刷新した。ただし、2012年度より新課程に対応するため、授業は50分、隔週を基本として土曜授業を実施、2学期制から3学期制に変更され、週35時間の授業時間となった。なお現在では授業は45分、7限までという授業時間となっている。
1・2年生は全員共通履修で、理科は物理、化学、生物、地学の4分野を、地歴・公民も世界史、日本史、地理、倫理、政経の5科目を全員学習できるようになっており、文系選択でも数学を3年間切れ目なく履修する、難関国立大学入試に対応した体制になっている。
また、高大連携により東京工業大学、東京農工大学、東京学芸大学、中央大学、東京経済大学の体験授業を受けることができる。
1年生は夏季に千葉県館山市にある同窓会の寮（清明寮）にて、OB・OG等の指導の下、遠泳を行う臨海教室が実施される。
2022年度に「創造理数科」を設置した。これにより普通科と創造理数科の2つの学科を併置する学校となる。

## 施設
- トレーニングマシンが設置された体育館、テニスコート（5面）、多目的コート（2面）、グラウンド（サッカー1面（野球1面と共用）、ハンドボール1面）、トレーニングルーム（卓球、ダンス）、柔道場と剣道場が揃った格技棟（屋上にプール）がある。
- 特別教室は、コンピュータ室、視聴覚室、天体観測室および天文台、音楽室、美術室、工芸室、被服実習室、調理実習室、講義室（階段教室）、生物、化学、物理、地学の各実験室、社会科室がある。また自習室、カウンセリングルーム（週に一日専門カウンセラーが来校）がある。さらに、気象観測設備（天体ドーム）が屋上に設置されている。
- 一足制を導入しており、校舎内は上履き不要。

## 環境
現在では住宅地であるが、1938年（昭和13年）頃の府立二中の周りの様子が三浦朱門の『武蔵野ものがたり』（集英社新書）に描かれている。それによると、
- 東側の南武線（当時は私鉄）の東は雑木林であった。
- 現在のJR中央線はかつては国立と立川の間は若葉の季節には緑のトンネルを走っていた。

現在はJR立川駅周辺は近年の再開発、商業施設（IKEA、ららぽーと立川立飛等）の出現により賑わいが増しているが、学校周辺は比較的閑静である。

## 校風
質実剛健・自主自律を校風として掲げている。校則や制服はなく、私服登校が基本であり、染髪・メイク・アクセサリーなども制限がない。
ちなみに、指定の体育着もないため、各々自前のスポーツウェアで体育の授業を受ける。

## 学校行事

### 行事等
- 4月：始業式/入学式/生徒総会/新入生歓迎会
- 5月：体育祭
- 6月：開校記念日/合唱祭
- 7月：終業式/臨海教室（1年）
- 8月：部活動合宿
- 9月：演劇コンクール/文化祭・後夜祭
- 10月：探究中間報告会
- 11月：修学旅行（2年）/生徒会選挙
- 12月：終業式
- 1月：始業式/入学者選抜（推薦）
- 2月：入学者選抜（学力）
- 3月：卒業式/クラスマッチ/探究課題発表/修了式

その他：開校から10年ごとに記念式典が催行される。

### 定期考査
- 5月下旬：1学期中間考査
- 6月下旬：1学期期末考査
- 10月中旬：2学期中間考査
- 12月上旬：2学期期末考査
- 3月上旬：学年末考査

## 部活動
現在38の部活動があり、部活動加入率は98%を超え、文化系、運動系を問わず活発に活動している。また数学研究同好会や、歴史研究同好会など様々な同好会もある。
兼部が可能である。定時制がある関係で、17時以降の校内での活動はできないが、朝の時間や昼休みなどを有効に使い工夫して活動している。
過去には演劇部が東京都高校演劇研究会長賞・落合矯一賞・中央委員会賞を受賞した。また、クイズ研究部が存在し、都立高校では上位の実績を誇っている。2017年には陸上競技部と文芸部が関東大会出場を果たし、MusicCreateClubが都大会決勝に進出した。
科学系の部活動も盛んで、全国規模の大会等で受賞をしている。現在は物理、化学、生物、地学（天文気象部）の四分野が揃っている。天文気象部では1946年頃から太陽観測や気象観測が続けられており、そのデータを用いて研究発表を行っている。同様に化学部、生物部でも研究発表を行っている。

## 交通
- JR中央線・青梅線・南武線 立川駅 徒歩8分
- 多摩都市モノレール 立川南駅 徒歩5分・柴崎体育館駅 徒歩6分

## 関連施設
- 清明寮 - 紫芳会（同窓会）の所有。千葉県館山市見物字竜ヶ崎774番、776番2、780番
- 神城山荘 - かつて紫芳会が所有。現在はNPO法人謝恩の礎[16]が運営。長野県北安曇郡白馬村神城778-1

## 関連団体
- 紫芳会[17] - 同窓会（全日制課程）
- 芙蓉会 - 同窓会（定時制課程）

## 著名な出身者

### 政治
- 津雲国利 - 政治家、拓務政務次官・衆議院議員（1928年-45年、53年-55年、60年-63年） / 二・二六事件に関わる（1938年5月6日 無罪判決）
- 中村高一 - 元衆議院副議長（日本社会党）、弁護士
- 鈴木俊一 - 元東京都知事、内閣官房次長（内閣官房副長官）、自治庁事務次官、内務官僚
- 石川要三 - 元衆議院議員（自由民主党）、元防衛庁長官、元東京都青梅市長
- 高村正彦 - 衆議院議員（自由民主党）、外相、弁護士、自民党元副総裁
- 中井洽 - 元衆議院議員（民主党）、国家公安委員会委員長、法相
- 小沢和秋 - 元衆議院議員（日本共産党）
- 若林義春 - 政治運動家、日本共産党東京都委員会委員長
- 邑上守正 - 元武蔵野市長
- 竹内俊夫 - 元青梅市長
- 大勢待利明 - 青梅市長
- 石阪丈一 - 町田市長
- 馬場弘融 - 元日野市長
- 並木心 - 元羽村市長
- 青木久 - 元立川市長
- 志々田浩太郎 - 元武蔵村山市長
- 関谷源兵衛 - 元八王子市長
- 星野信夫 - 元国分寺市長
- 本山政雄 - 元名古屋市長

### 行政
- 植田守昭 - 元通商産業省基礎産業局長、元日本アルコール販売社長
- 浦部和好 - 元内閣官房副長官補、元外務省大臣官房長、元中東調査会評議員会議長
- 倉川茂行 - 元大蔵省主計局主計官補佐（通産係主査）

### 経済
- 若林誠郎 - 元京都近鉄百貨店社長・会長
- 川上哲郎 - 元住友電気工業社長・会長、元関西経済連合会会長
- 木原信敏 (1944) - ソニー木原研究所会長
- 澤田浩 (1948) - 元ニップン会長、元製粉協会会長、元日本・トルコ協会会長
- 後藤卓也 - 元花王社長、元日本マーケティング協会会長
- 中村維夫 - 元NTTドコモ社長
- 川口周作 - ゼネラルコンファーム社長
- 渡辺紀征 (1959) - 元西友社長・会長、元日本チェーンストア協会会長
- 有賀貞一 - 元リアルワールド会長、元情報サービス産業協会副会長、元情報処理技術者試験委員長
- 井之上喬 - 井之上パブリックリレーションズ取締役社長、株式会社日本パブリックリレーションズ研究所取締役社長、国連開発計画日本DEVNET協会常任理事、早稲田大学客員教授
- 村田倉夫 - 元京成電鉄社長
- 河端真一 - 学究社創業者・社長
- 石坂芳男 - 元米国トヨタ自動車販売社長、元トヨタ自動車副社長
- 二ノ宮秀明 - 元三菱ロジスネクスト会長、元日本産業車両協会会長

### 学術・文化
- 阪本牙城 - 漫画家 / 「タンクタンクロー」
- 村野四郎 - 詩人
- 東海林さだお - 漫画家 / 「アサッテ君」など新聞で連載
- 高見のっぽ - タレント / 「ノッポさん」
- 清水哲男 - 詩人
- 富田一彦 - 代々木ゼミナール英語科講師
- 石坂公成 - 医博、東京大学名誉教授。朝日賞、学士院恩賜賞、文化勲章
- 肥沼信次 - 医学者
- 唐澤祥人 - 元日本医師会会長
- 三浦朱門 - 作家、文化庁長官。日本芸術院賞、学士院恩賜賞、文化功労者
- 大谷俊昭 (1958) - 酪農学園大学学長
- 吉増剛造 - 詩人、紫綬褒章
- 荒巻健二 - 東京大学名誉教授（国際金融）
- 小澤俊夫 - 筑波大学名誉教授（ドイツ文学者）
- 村松祐次 - 元一橋大学学長事務取扱（経済史）、日本学士院賞
- 浦田一郎 - 一橋大学名誉教授（憲法学）、全国憲法研究会代表
- 片田さおり - 南カリフォルニア大学教授（国際政治経済学）、世界国際関係学会副会長
- 只野雅人 - 一橋大学教授（憲法学）
- 蓼沼宏一 - 一橋大学学長（社会選択理論）
- 田中一弘 - 一橋大学教授（経営学）
- 伊勢崎賢治 - 東京外国語大学総合国際学研究院（国際社会部門・国際研究系）教授（紛争解決プログラム）
- 鈴木日出男 - 東京大学名誉教授（国文学）
- 奥田知明 - 慶應義塾大学教授、化学者
- 小熊英二 - 慶應義塾大学教授、人類学者
- 井原奉明 - 昭和女子大学大学院教授（言語学）
- 林佳世子 - 東京外国語大学学長、国立大学協会副会長、歴史学者
- 山田敦 - 一橋大学副学長・教授、国際関係学・国際政治経済学者
- 須崎愼一 - 神戸大学名誉教授、歴史学者
- 松本富子 - 群馬大学教授（体育学）
- 佐藤信行 - 中央大学副学長（公法学、英米法）、アイネス取締役
- 松本吉郎 - 日本医師会第21代会長
- 黒岩比佐子 - ノンフィクション作家
- 三浦俊彦 - 哲学者
- 多和田葉子 - 作家
- 荻原規子 - 作家
- 井上一馬 - 作家、翻訳家
- 木村富美子 - 随筆家
- 米山公啓 - 作家、医師
- 辰巳渚 - 作家 / 著作「捨てる技術」など
- 矢島誠 - 推理作家
- 奥寺敬 - 医師、富山大学大学院医学薬学研究部教授（危機管理医学（救急・災害医学））
- 稲葉なおと - 紀行作家、一級建築士、写真家
- 河林満 - 作家
- 坂本一成 - 建築家
- 白澤宏規 - 建築家、東京造形大学教授・元学長
- 田勢康弘 - 政治ジャーナリスト、日本経済新聞コラムニスト、早稲田大学大学院公共経営研究科客員教授
- 鶴間和幸 - 学習院大学教授、歴史学者（始皇帝陵の研究で有名）
- 若林奮 - 彫刻家
- 桑島久男 - 元メ～テレ社長、元朝日新聞編集委員

### 芸能・マスコミ
- 西村潔 - 映画監督・東宝アクション映画
- 荒井晴彦 - 映画脚本家・映画監督、「映画芸術」編集長
- 黒澤満 - 映画プロデューサー
- 広田豹 - 俳優、ナレーター
- 太田真一 - 元NHK・NETテレビ（現：テレビ朝日）アナウンサー
- 好本惠 (1972) - フリーアナウンサー
- 秋田建三 - 元NHKアナウンサー
- 青沼郁夫 - 元NHKアナウンサー
- 町田右 - NHKアナウンサー
- 村山貢司 - 気象予報士
- 下村健一 - ジャーナリスト兼市民メディア・アドバイザー、元TBSアナウンサー
- 佐藤公俊 - 気象予報士
- 荻野博司 - 元朝日新聞社論説副主幹
- 古川あんず - 舞踏家（高校紛争で退学処分）
- 落合昭彦 - えふえむ花巻放送局長。元岩手めんこいテレビアナウンサー
- 田辺凌鶴 - 講談師
- 立川寸志 - 落語家
- 椎名由紀 - タレント、呼吸アドバイザー[要出典]
- 市原清彦 - 俳優
- フワちゃん - タレント

### スポーツ
- 中村忠 - Jリーグ 元東京ヴェルディ選手

## 参考・関連書籍
- 『モーニング・レイン』井上一馬、新潮社、1973年
- 『ショージ君の青春期』東海林さだお、文春文庫、1980/8/25
- 『犬婿入り』多和田葉子、講談社、1998/10/15
- 『東京府立中学』岡田孝一、同成社、2004/5/1
- 『樹上のゆりかご』荻原規子、中央公論新社、2016/4/22